# Ceraeochrysa
Ceraeochrysa is een geslacht van insecten uit de familie van de gaasvliegen (Chrysopidae), die tot de orde netvleugeligen (Neuroptera) behoort.

## Soorten
- C. acmon Penny, 1998
- C. acutipuppis Adams & Penny, 1987
- C. adornata (Lacroix, 1926)
- C. anceps (Navás, 1926)
- C. angulata (Navás, 1929)
- C. ariasi Adams & Penny, 1987
- C. arioles (Banks, 1944)
- C. aroguesina (Navás, 1929)
- C. berlandi (Navás, 1924)
- C. caligata (Banks, 1946)
- C. castilloi (Navás, 1913)
- C. caucana (Banks, 1910)
- C. cincta (Schneider, 1851)
- C. claveri (Navás, 1911)
- C. costaricensis Penny, 1997
- C. cubana (Hagen, 1861)
- C. discolor (Navás, 1914)
- C. dislepis de Freitas & Penny, 2001
- C. dolichosvela de Freitas & Penny, 2001
- C. effusa (Navás, 1911)
- C. elegans Penny, 1998
- C. everes (Banks, 1920)
- C. fairchildi (Banks, 1946)
- C. falcifera Adams & Penny, 1987
- C. fiebrigi (Navás, 1913)
- C. gradata (Navás, 1913)
- C. inbio Penny, 1997
- C. indicata (Navás, 1914)
- C. infausta (Banks, 1946)
- C. josephina (Navás, 1926)
- C. lateralis (Guérin-Méneville, 1844)
- C. laufferi (Navás, 1922)
- C. lineaticornis (Fitch, 1855)
- C. michaelmuris Adams & Penny, 1987
- C. montoyana (Navás, 1913)
- C. nigripedis Penny, 1997
- C. nigripes Adams & Penny, 1987
- C. paraguaria (Navás, 1920)
- C. pseudovaricosa Penny, 1998
- C. rafaeli Adams & Penny, 1987
- C. reddyi Adams & Penny, 1987
- C. reducta (Banks, 1944)
- C. rochina (Navás, 1915)
- C. sanchezi (Navás, 1924)
- C. scapularis (Navás, 1914)
- C. silvanoi (Navás, 1916)
- C. smithi (Navás, 1914)
- C. squalidens Adams & Penny, 1987
- C. squama de Freitas & Penny, 2001
- C. tauberae Penny, 1997
- C. tenuicornis Adams & Penny, 1987
- C. tucumana (Navás, 1919)
- C. valida (Banks, 1895)